# ADtranz

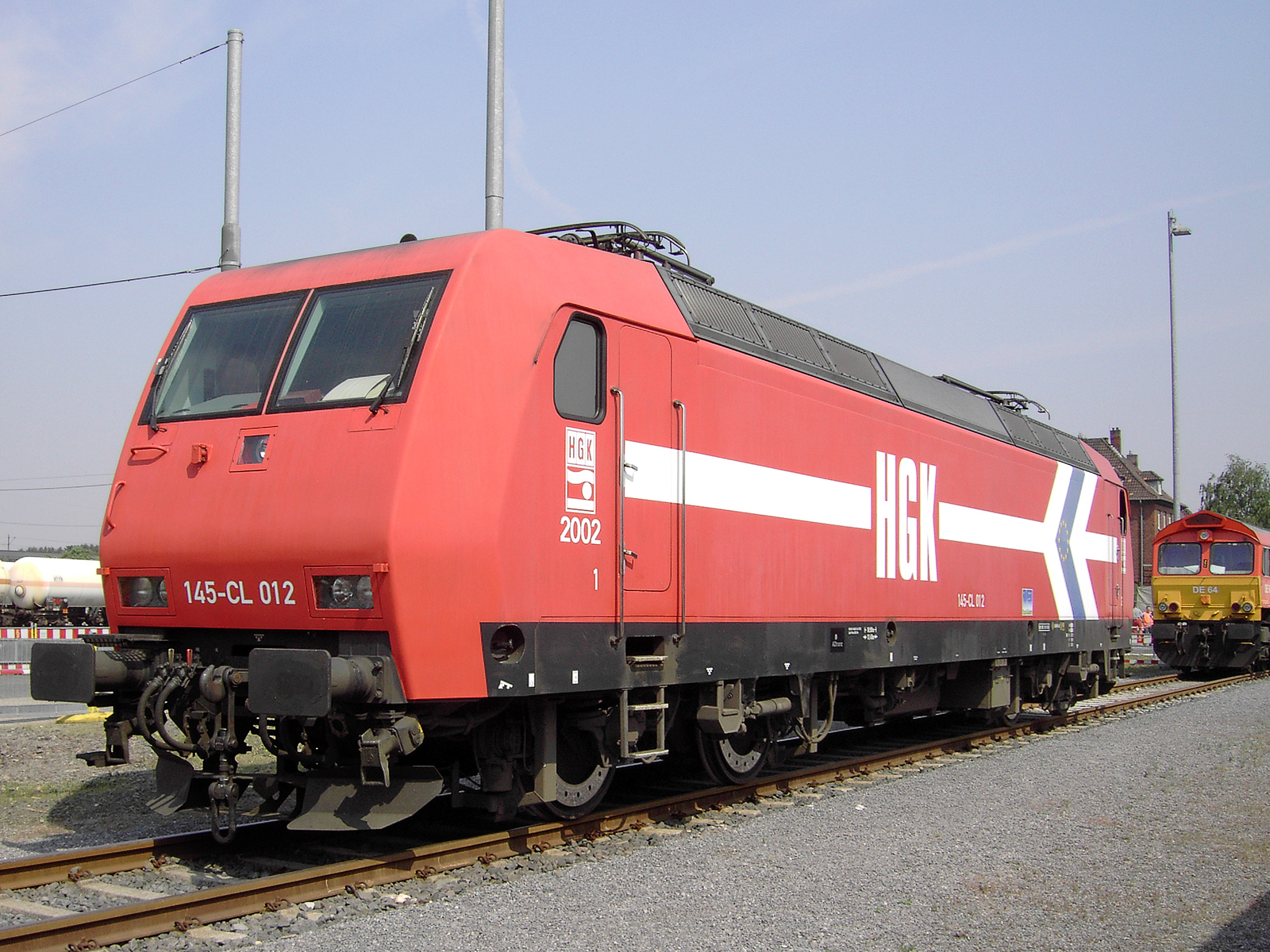
Lokomotywa Baureihe 145

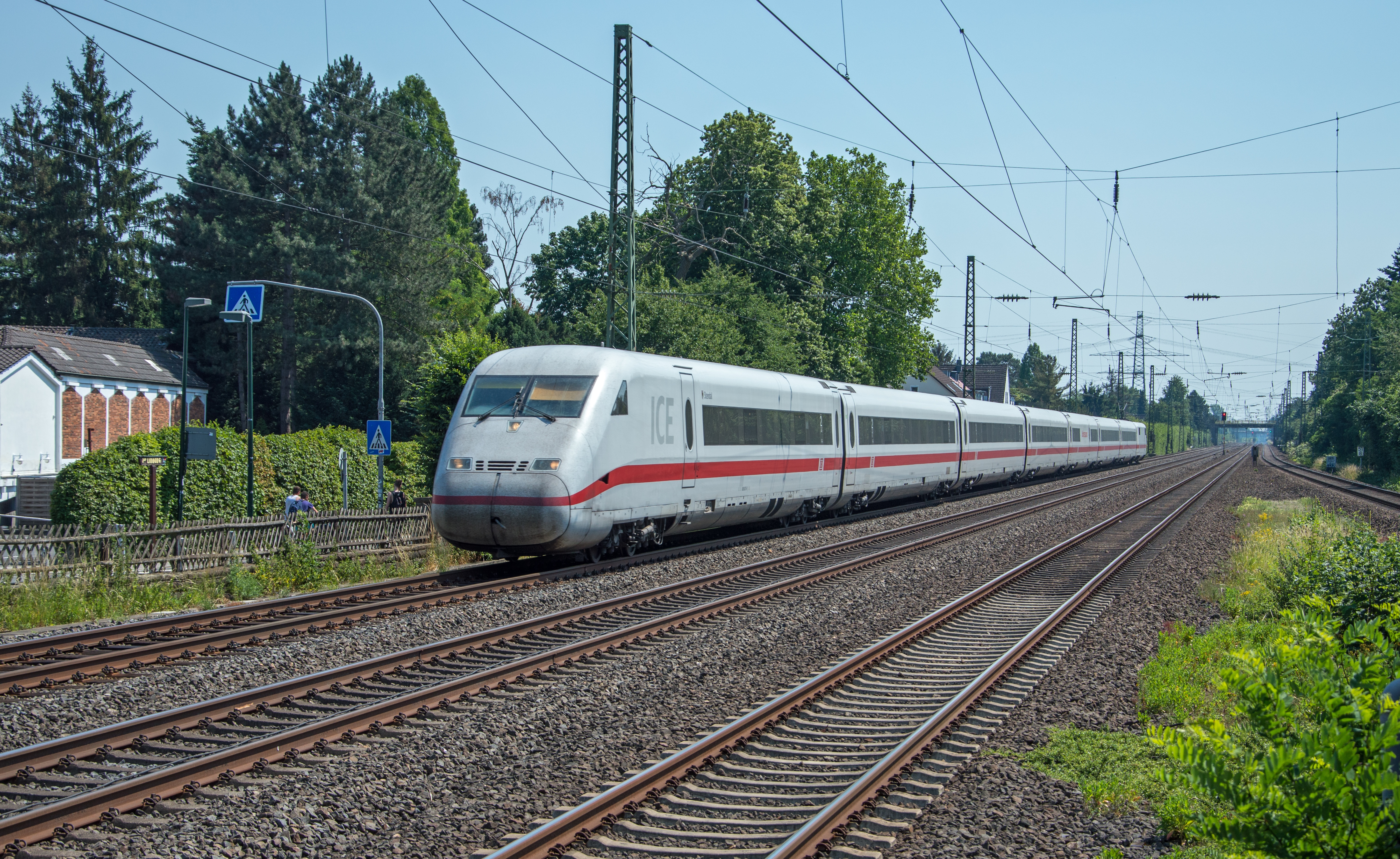
ICE 2

ADtranz – niemieckie przedsiębiorstwo istniejące w latach 1996–2001, będące w tym okresie drugim co do wielkości producentem sprzętu i taboru kolejowego na świecie.
Przedsiębiorstwo powstało w 1996 r. w wyniku połączenia kolejowych oddziałów koncernów ABB i Daimler: ABB Henschel oraz AEG Transportation. Przez trzy lata oba koncerny posiadały po połowie udziałów w spółce.
W 1999 r. ówczesny DaimlerChrysler odkupił od ABB wszystkie udziały i stał się jedynym właścicielem Adtranz, którego nazwa została zmieniona na DaimlerChrysler Rail Systems. W 2001 r. przedsiębiorstwo zostało sprzedane kanadyjskiej grupie Bombardier Transportation, w strukturach której większość jej zakładów funkcjonuje do dziś.
W Polsce Adtranz był właścicielem zakładów Pafawag we Wrocławiu, obecnie działających jako wrocławski oddział spółki Alstom Polska.
Głównymi produktami przedsiębiorstwa były zespoły trakcyjne (przeznaczone zarówno dla tradycyjnych kolei, jak i sieci metra oraz różnego rodzaju kolei miejskich), tramwaje oraz różne elementy infrastruktury kolejowej.